# 크리스토퍼 매쿼리
크리스토퍼 매쿼리(영어: Christopher McQuarrie, 1968년 10월 25일 ~ )는 미국의 뉴저지주 출신 영화 각본가, 영화 감독, 영화 제작자이다. 일찍이 브라이언 싱어의 작품에 각본가로 참여하면서 경력을 쌓았으며 2012년 영화 《잭 리처》, 2015년 《미션 임파서블: 로그네이션》 등 감독으로도 활동 중이다.
그는 뉴저지주 출신이며 오스트레일리아에서 공부했다. 가장 유명한 작품으로 《유주얼 서스펙트》의 각본이 있으며, 아카데미 각본상과 에드거상을 수상하였다.

## 작품 목록

### 감독
- 웨이 오브 더 건 (2000)
- 잭 리처 (2012)
- 미션 임파서블: 로그네이션 (2015)
- 미션 임파서블: 폴아웃 (2018)
- 미션 임파서블: 데드 레코닝 (2023)
- 미션 임파서블: 파이널 레코닝 (2025)

### 각본
- 퍼블릭 액세스 (1993)
- 유주얼 서스펙트 (1995)
- 작전명 발키리 (2008)
- 투어리스트 (2010)
- 잭 더 자이언트 킬러 (2013)
- 엣지 오브 투모로우 (2014)
- 미션 임파서블: 로그네이션 (2015)
- 미이라 (2017)
- 미션 임파서블: 폴아웃 (2018)
- 미션 임파서블: 데드 레코닝 (2023)
- 미션 임파서블 8 (2025)